# Dominikaner (hönsras)

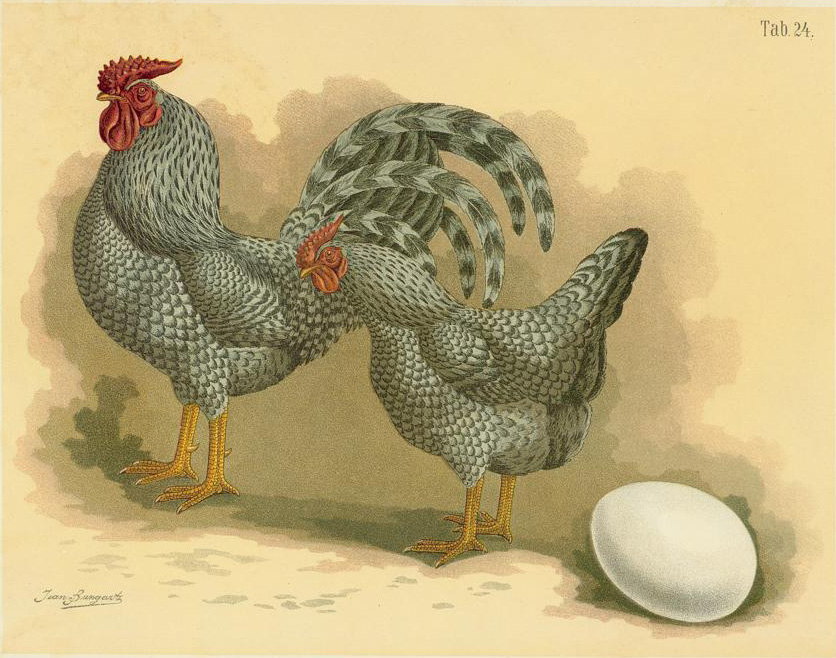
Dominikaner, illustration 1885.

Dominikaner är en amerikansk hönsras. Den räknas som den äldsta amerikanska hönsrasen. Tidigare en populär hönsras var den på 1970-talet nära att försvinna men har sedan dess återhämtat sig.
Den lägger brunaktiga ägg som väger ca 53g. Den lägger ca 200 ägg per år.